# Графофон
Графофон (енгл. Graphophone) (од грч. γράφω — писати и φωνή — звук) је уређај за снимање и репродукцију звука који даје квалитетнији и дуготрајнији звук од фонографа.
Уређај је побољшана верзија фонографа. Чичестер Александар Бел (енгл. Chichester Alexander Bell који је иначе рођак Грејама Бела) и Чарлс Самнер Тејнтер, после пет година истраживања, изумели су уређај (1886) који је био бољи и напреднији од дотадашњег Едисоновог фонографа. Они су учинили значајно унапређење користећи восак на цилиндру уместо фолије. За тај изум добили су патент, а машину су назвали графофон. Хтели су са Едисоном да сарађују на унапређивању уређаја, али их је овај одбио и одлучио да ради сам. Едисон је, после тога, направио нови фонограф који је директно пратио унапређења уведена од стране Тејнтера и Чичестера. Едисон је био разочаран чињеницом што су они патентирали аутентични пренос људског гласа. и да је на неки начин реч о посезању за његовим патентом.

## Основна разлика између фонографа и графофона
Графофон је имао картонску цев обложеном воском на који је утиснут звучни запис. Чичестер и Тејнтер су унапредили свој графофон тако што су обложили цилиндар са воском, за разлику од фонографа који је имао ваљак покривен са фолијом, која је била склона оштећењима приликом стављања или скидања. Преласком са фолије на восак добио се већи квалитет звука и трајнији запис. Такође графофон је имао механизам који је аутоматски покретао читав склоп, док је фонограф имао ручицу која се морала окретати да би се направио запис.

## Историјски редослед настанка уређаја који бележе звук
1. Фоноаутограф (Едуар Леон Скот де Мартенвил, 1857)
2. Палеофон (није патентиран) (Шарл Кро, 1877)
3. Фонограф (Томас Едисон, 1877)
4. Графофон (Чарлс Самнер Тејнтер и Чичестер Александар Бел, 1886)
5. Грамофон (Емил Берлинер, 1887)